# Нижние Лубянки
Нижние Лубянки — село в Волоконовском районе Белгородской области России. В составе Ютановского сельского поселения.

## География
Село расположено в восточной части Белгородской области, на правом берегу реки Оскола, напротив южных окраин расположенного на левобережье районного центра Волоконовки.

## История
Топоним Нижние Лубянки упоминается в документах начала XVIII века:
«5 июня 1713 года Сергей Афанасьев сын Шидловский составил запись Валуйчанской деревни Нижних Лубянок помещику Федору да Василию Хахалевым на землю Козьме Филип, сыну Скуратову, Афанасию Леонтьеву сыну Сизого, Карпу Петровичу Богрову, Севостьяну Тимофееву сыну и Ивану Артемову сыну Старосельцевым, Антону Кондратьеву сыну Кобелеву в том, что в прошлом 1711 году продали они мне поместные земли в деревне в Нижних Лубянок по обе стороны реки Оскола в урочище по правую сторону Оскола от реки Лубянки на Фролов Колодезь, по левую сторону от Изрогу по даче Севостьяна Старосельцева пашни 60 четвертей... с усадебным местом».
В 1859 году в Бирюченском уезде — «слобода владельческая Нижния Лубянки (Нижняя Лубянка) при реке Осколе» «по тракту на город Харьков» — 110 дворов, церковь православная.
Не ранее 1877 года построена церковь во имя Блаженной Клеопатры.
В 1900 году — Бирюченского уезда Верхнелубянской волости слобода Нижняя Лубянка (Синельникова) при реке Осколе в 7 верстах от Волоконовки — 161 двор, земельный надел 1298,7 десятины, церковь, общественное здание, церковно-приходская школа, 2 кузницы, мелочная и винная лавки.
С июля 1928 года село Нижние Лубянки в Волоконовском сельсовете Волоконовского района.
В 1970-е годы село Нижние Лубянки — в Ютановском сельсовете Волоконовского района.
В 1997 году село Нижние Лубянки — в составе Ютановского сельского округа.
В 2010 году село Нижние Лубянки — в Ютановском сельском поселении Волоконовского района.

## Население
В 1859 году в слободе — 1078 жителей (529 мужчин, 549 женщин).
В 1900 году в слободе — 986 жителей (489 мужчин, 497 женщин).
На 1 января 1932 года в Нижних Лубянках — 1128 жителей.
По данным переписей населения в селе Нижние Лубянки на 17 января 1979 года — 644 жителя, на 12 января 1989 года — 544 (243 мужчины, 301 женщина), на 1 января 1994 года — 574 жителя и 227 хозяйств. В 1997 году — 233 домовладения и 598 жителей.
| 1859 | 1897 | 2002 | 2010 |
| ---- | ---- | ---- | ---- |
| 1078 | ↘980 | ↘603 | ↗619 |

## Инфраструктура
По состоянию на 1995 год в Нижних Лубянках имелись медицинский пункт, библиотека, клуб, начальная школа.

## Интересные факты
В селе расположен единственный храм в Русской Православной Церкви, освященный во имя Блаженной Клеопатры. Построен он был на средства помещика Е.Н. Синельникова. По завещанию супруги помещика, Клеопатры Григорьевны, храм был освящен во имя праведного Евдокима и блаженной Клеопатры.

## Памятники археологии и достопримечательности
- В окрестностях села находится Нижнелубянский катакомбный могильник (салтово-маяцкой культуры VIII–X веков), являющийся составной частью Ютановского комплекса археологических памятников.
- Севернее Нижних Лубянок, окруж меловых холмов, расположен ботанический заказник «Свяченая гора». Редкие виды растений из семейства лилейных. На меловых холмах встречаются адонис (горицвет), чабрец, сон-трава и другие[8].